# هانز بيبو

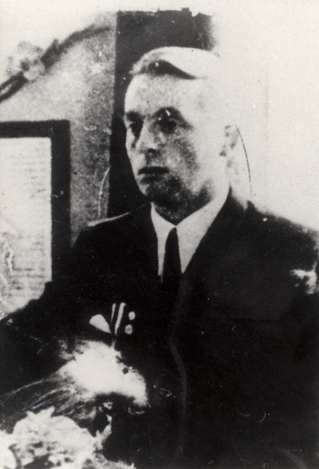
هانز بيبو

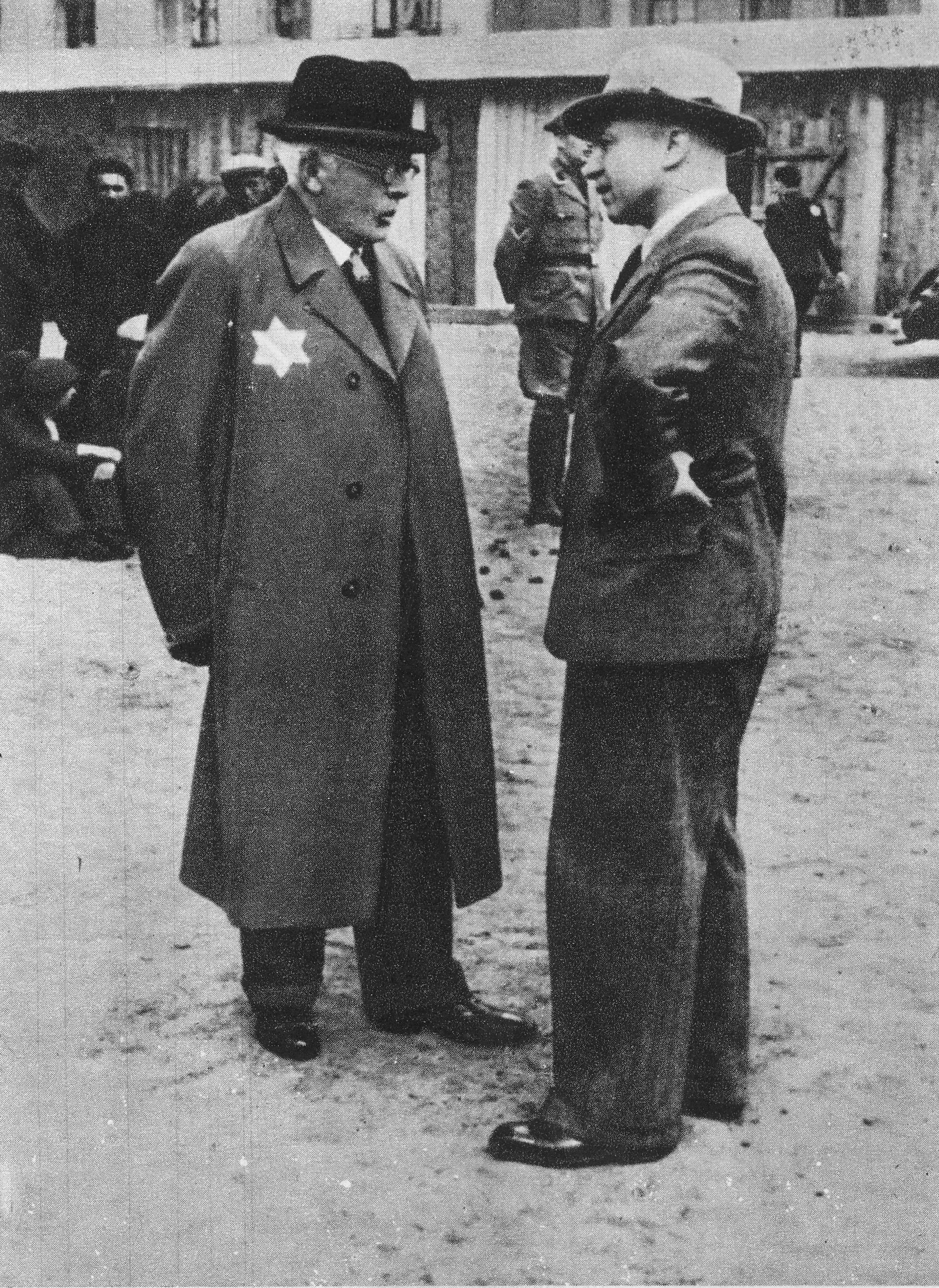
هانز بيبو (يمين) وحاييم رومكوفسكي في حي ليتسمانشتات اليهودي.

هانز بيبو (18 ديسمبر 1902 - 23 يونيو 1947) رئيسًا للإدارة النازية الألمانية لليتسمانشتات غيتو في بولندا المحتلة.
تتلخص حياة بيبو المبكرة بالسيرة الذاتية التالية التي قدمها إلى إدارة الحي اليهودي الألمانية (بالألمانية: Gettoverwaltung)‏ في 10 مايو 1940.
بعد عمله كمستورد للقهوة في مسقط رأسه بريمن، أصبح بيبو المشرف على حي ليتسمانشتات اليهودي. لقد أدرك أن حي حي ليتسمانشتات اليهودي يمكن أن يحقق ربحًا للألمان إذا تم تحويله إلى مجمع عمالي للعبيد.
تحت إدارته، تم حشر 164000 يهودي في ثاني أكبر مدينة في بولندا في منطقة صغيرة من المدينة. تم قطع الاتصال بين سكان الغيتو والعالم الخارجي تمامًا، وكان الإمدادات الغذائية محدودة للغاية، مما يضمن أن العديد من سكان الغيتو سيتضورون جوعًا ببطء. على مدى فترة وجوده، ارتفع عدد سكان الحي اليهودي إلى 204000 مع إرسال المزيد من اليهود من أوروبا الوسطى إلى هناك. ظلت إدارة الغيتو تعمل من أبريل 1940 حتى صيف عام 1944، ولكن كانت هناك عمليات نقل من الغيتو إلى معسكرات الإبادة الألمانية (في المقام الأول أوشفيتز وخيلمنو ).
كان مسؤولاً بشكل مباشر عن تجويع سكان الحي اليهودي خارج حدود قدرتهم على التحمل، وساعد الغيستابو في جمع اليهود أثناء الترحيل. في الأيام التي سبقت تحرير الجيش الأحمر لودز، أمر بيبو بحفر مدفن كبيرة في المقبرة المحلية، بقصد إعدام الجستابو لـ 877 يهوديً المتبقيين الذين خدموا كطاقم تنظيف في الحي اليهودي.